# Дул (округ, Південна Дакота)
Шаблон:StateAbbr_ 44°46′ пн. ш. 96°40′ зх. д. / 44.76° пн. ш. 96.67° зх. д.
Округ Дул (англ. Deuel County) — округ (графство) у штаті  Південна Дакота, США. Ідентифікатор округу 46039.

## Історія
Округ утворений 1862 року.

## Демографія
За даними перепису 2000 року загальне населення округу становило 4498 осіб, усе сільське.
Серед мешканців округу чоловіків було 2244, а жінок — 2254. В окрузі було 1843 домогосподарства, 1259 родин, які мешкали у 2172 будинках.
Середній розмір родини становив 2,97.
Віковий розподіл населення поданий у таблиці:
| Стать    | До 15 років | 15-21 | 22-29 | 30-39 | 40-49 | 50-65 | 65-85 | Понад 85 |
| -------- | ----------- | ----- | ----- | ----- | ----- | ----- | ----- | -------- |
| Чоловіки | 472         | 192   | 167   | 280   | 355   | 363   | 368   | 47       |
| Жінки    | 448         | 198   | 159   | 273   | 293   | 368   | 414   | 101      |

## Суміжні округи
- Ґрант — північ
- Лак-кі-Парл, Міннесота — північний схід
- Єллоу-Медісін, Міннесота — схід
- Лінкольн, Міннесота — південний схід
- Брукінґс — південь
- Гемлін — південний захід
- Кодінґтон — північний захід

## Виноски
1. ↑  US Decennial Census. US Census Bureau. Архів оригіналу за 26 квітня 2015. Процитовано 24 березня 2015.
2. ↑  Historical Census Browser. University of Virginia Library. Архів оригіналу за 11 серпня 2012. Процитовано 24 березня 2015.
3. ↑  Forstall, Richard L., ред. (27 березня 1995). Population of Counties by Decennial Census: 1900 to 1990. US Census Bureau. Архів оригіналу за 28 грудня 2008. Процитовано 24 березня 2015.
4. ↑  Census 2000 PHC-T-4. Ranking Tables for Counties: 1990 and 2000 (PDF). US Census Bureau. 2 квітня 2001. Архів оригіналу (PDF) за 18 грудня 2014. Процитовано 24 березня 2015.
5. ↑  State & County QuickFacts. Бюро перепису населення США. Архів оригіналу за 7 червня 2011. Процитовано 25 листопада 2013.(англ.) Наведено за англійською вікіпедією.
6. ↑  American FactFinder. Бюро перепису населення США. Архів оригіналу за 21 травня 2008. Процитовано 31 січня 2008.

| США | Це незавершена стаття з географії США. Ви можете допомогти проєкту, виправивши або дописавши її. |